# Cantone di Castelnau-de-Montmiral
Il Cantone di Castelnau-de-Montmiral era una divisione amministrativa dell'arrondissement di Albi.
È stato soppresso a seguito della riforma complessiva dei cantoni del 2014, che è entrata in vigore con le elezioni dipartimentali del 2015.
Comprendeva i comuni di:
- Alos
- Andillac
- Cahuzac-sur-Vère
- Campagnac
- Castelnau-de-Montmiral
- Larroque
- Montels
- Puycelsi
- Saint-Beauzile
- Sainte-Cécile-du-Cayrou
- Le Verdier
- Vieux